# Försvarsbeslutet 1977
Försvarsbeslutet 1977 även känd som regeringens proposition 1977/78:65 var ett försvarsbeslut som antogs i maj 1977 av riksdagen om hur försvarsmaktens fredsorganisation skulle se ut.

## Bakgrund
Beslutet i sig var en av de första brytningarna mellan fyra borgerliga partierna och Socialdemokraterna, vid tidigare beslut hade blocken en föreställning om att en enighet ”skapade respekt utomlands”. Regeringen Fälldin beslutade att avsätta 51.875 miljoner kronor för perioden medan socialdemokraterna ville gå med på 50.500 miljoner kronor för samma period. Socialdemokraten Maj-Britt Theorin ansåg dock att försvaret skulle kompenseras för de allmänna prisstegringarna och med det lämna kostnaderna för försvaret oförändrade. 
De nya anslagen tvingade ändå försvarsmakten att under kommande 5-årsperiod att göra nedskärningar inom sin verksamhet, detta dels genom en personalminskning på 2.500 anställda fram till och med 1982 av de då 46.000 anställda. Försvarsmakten hade redan tidigare genom försvarsbeslutet 1972 minskat sin personalkår med 2.700 tjänster, dock de flesta civila. Nu ledde minskningen till att den centrala administrationen minskade och att officerarna i större utsträckning kom ut på förbanden.

## Förändringar
De tydliga förbandsförändringar som märktes under försvarsbeslutsperioden var:
| Förbandskod | Förband                       | Garnisonsort        | Kommentar                                                                        |
| ----------- | ----------------------------- | ------------------- | -------------------------------------------------------------------------------- |
| 2. förd     | 2. arméfördelningen           | Östersunds garnison | Avvecklades 1978.                                                                |
| 16. förd    | 16. arméfördelningen          | Karlstads garnison  | Avvecklades 1978.                                                                |
| ATS         | Arméns tekniska skola         | Stockholms garnison | Bildades 1977 (beslut taget i tidigare proposition).                             |
| F 1         | Västmanlands flygflottilj     | Västerås garnison   | Avvecklades 1983 (beslut taget i senare proposition).                            |
| F 11        | Södermanlands flygflottilj    | Nyköping            | Avvecklades 1980 (beslut taget i senare proposition).                            |
| F 12        | Kalmar flygflottilj           | Kalmar              | Avvecklades 1980 (beslut taget i senare proposition).                            |
| FörvS       | Försvarets förvaltningsskola  | Stockholms garnison | Bildades 1977 (beslut taget i tidigare proposition).                             |
| IntS        | Intendenturförvaltningsskolan | Stockholms garnison | Omlokaliseras till Karlstad och Östersund (beslut taget i tidigare proposition). |
| K 4         | Norrlands dragonregemente     | Umeå garnison       | Omlokaliserades 1980 till Arvidsjaur (beslut taget i försvarsbeslutet 1972).     |
| Lv 4        | Skånska luftvärnsregementet   | Malmö               | Omlokaliserades 1982 till Ystad.                                                 |
| Lv 5        | Sundsvalls luftvärnsregemente | Sundsvall           | Avvecklades 1982.                                                                |
| P 1         | Göta livgarde                 | Enköpings garnison  | Avvecklades 1980 (beslut taget i försvarsbeslutet 1972).                         |
| PB 6        | Blåa brigaden                 | Enköpings garnison  | Avvecklades 1980 (beslut taget i försvarsbeslutet 1972).                         |
| PB 7        | Malmöbrigaden                 | Ystads garnison     | Omlokaliserades 1982 till Revingehed.                                            |
| S 1         | Upplands regemente            | Uppsala garnison    | Omlokaliserades 1982 till Enköping.                                              |
| TygS        | Tygförvaltningsskolan         | Stockholms garnison | Avvecklades 1977 (beslut taget i tidigare proposition).                          |

| Verksamhetsår | Procent av BNP |
| ------------- | -------------- |
| 1977/78       | 3,1            |
| 1978/79       | 3,1            |
| 1979/80       | 3,1            |
| 1980/81       | 3,0            |
| 1981/82       | 3,0            |